# Roger Aeschlimann
Roger Aeschlimann (* 24. September 1923 in Péry; † 4. Mai 2008 in St. Pierre de Clages) war ein Schweizer Radrennfahrer.

## Sportliche Laufbahn
Aeschlimann war im Strassenradsport aktiv. Von 1948 bis 1953 war er Berufsfahrer. Er war einige Jahre Domestik von Ferdy Kübler. In der Nordwestschweizer Rundfahrt 1948 wurde er Zweiter hinter Ernst Stettler.
1948, 1949 und 1952 startete er in der Tour de France, schied in allen drei Rundfahrten jedoch aus. 1950 wurde er 10. in der Deutschland-Rundfahrt.
Die Tour de Suisse fuhr er fünfmal. 1948 kam er auf den 32. Platz, 1949 wurde er 18., 1951 38., 1952 17. der Gesamtwertung. 1950 war er ausgeschieden.

## Familiäres
Sein Bruder Georges Aeschlimann war ebenfalls Radrennfahrer.